# EBITDA
EBITDA（earnings before interest, tax, depreciation, and amortization）は、財務分析上の概念の一つ。税引前利益に、特別損益、支払利息、および減価償却費を加算した値である。2024年時点では、損益計算書上に表示される会計上の利益ではない。しかし、IASBが公表したIFRS18のPLの書式の「営業利益」はEBITDAに近いものである。
　2000年前後には財務指標として広く利用されていたが、2002年のワールドコム破綻の際に、指標としての欠点が問題となった。

## 概要
EBITDAは、earnings before interest, taxes, depreciation, and amortization の頭字語である。日本語にあえて訳せば利払い前・税引き前・減価償却前・その他償却前利益（りばらいまえ・ぜいびきまえ・げんかしょうきゃくまえ・そのたしょうきゃくまえりえき）あるいは金利・税金・償却前利益（きんり・ぜいきん・しょうきゃくまえりえき）などとなるが、訳語が定まっていないため「EBITDA」と表記されることが多い。
「EBITDA」の読み方は、「イービットディーエー」、「イービッタ」、「イービットダー」、「エビータ」、「エビティーダ」などが用いられ、一つには定まっていない。
EBITDAは次の式で求められる。
EBITDA ＝ 税引前利益 ＋ 特別損益 ＋ 支払利息 ＋ 減価償却費（有形固定資産償却費と無形固定資産償却費の合計）
EBITDAを売上高で除した値は、EBITDAマージンと呼ばれる。また、企業価値 (EV) をEBITDAで除したEV/EBITDA倍率は、2000年前後には企業価値評価の指標として広く利用されていた。一般的には、EV/EBITDA倍率は6倍から7倍前後が目安とされ、それ以上なら株価は割高、それ以下なら割安と考えられていたが、新興国の台頭や事業のグローバル化により現在では様々な倍率（マルチプル）が適用され、価格交渉などに用いられている。
企業の収益力を測る最も基本的な指標は一般に当期純利益であるが、この値は法人税額、特別損益、支払利息、および減価償却費が控除された値である。法人税率や減価償却費は税法で規定されるため、企業が事業所を置く国の政策によって左右される。金利水準も国によって異なるし、特別損益として計上される項目も国の会計基準によって変わってくる。これらの、国による税法、金利、会計基準の違いを取り除いた利益の額がEBITDAである。このためEBITDAは、多国籍企業の業績を評価する場合や、異なる国の同業他社間で業績を比較する場合に有用な指標であるとされていた。
また、企業が設備投資やM&Aなどの先行投資を積極的に行なえば、短期的には減価償却費が増大したり、のれんを再評価すれば償却費が発生するなど、現金支出を伴わない費用が大きくなり、会計上の利益は小さくなる。EBITDAではこのような短期的な影響が除かれるため、「電気通信事業などの巨額の設備投資を伴う業種では、EBITDAは長期的な視点で企業価値を評価するには適切な指標である」というような説明がなされることもあった。
EBITDAからdepreciationを除いたEBITAという指標もある。また、石油掘削会社や鉱山会社の場合、「探鉱費」を加えたEBITDAX（Earnings Before Interest, Taxes, Depreciation, Depletion, Amortization and Exploration Expenses）という指標もある。税引前利益＋支払利息＋減価償却費＋探鉱費を指す。

## 問題点
一方でEBITDAには、過剰な設備投資やM&Aによって生じた損失をマイナス要因として取り込むことができないという欠点がある。インターネット・バブルの頃、この欠点をアメリカの通信事業者・ワールドコムが不正に活用した。ワールドコムがとった手法は、他の通信事業者が敷設した光ファイバー回線について同社がリースを受ける際に、その代金を設備投資として計上するというものであった。リース代金は本来は販売費及び一般管理費として計上すべきものであるが、設備投資として計上したために、EBITDAが水増しされたのである。ワールドコムの株価は水増しされたEBITDAに基づいて過大に評価されたが、やがて経営実態が明らかになり、同社は2002年に経営破綻した。
エンロンやワールドコムの破綻をはじめとする一連の会計不祥事を経て、EBITDAのような会計基準に基づかない指標は、厳格な会計基準に基づいて算出された指標よりも企業が不正に操作しやすいという批判がなされるようになった。SECが2003年に公表したレギュレーションGでは、EBITDAのような会計基準に基づかない指標を企業が公表する際には、会計基準に基づく指標を併記しなければならないと規定されている。